# 長野業正
長野業正（1491年—1561年12月28日）是日本戰國時代的武將。上野國箕輪城城主。本姓在原氏，自稱祖先是在原業平。父親是長野憲業或長野方業。

## 生平
出生於延德3年（1491年）或明應8年（1499年）。出身是箕輪城城主的箕輪長野氏，與鷹留城城主長野業氏（鷹留長野氏）是兄弟（在『系圖纂要』中記載是伯父）。
長野氏是上野國西部的豪族，屬於關東管領山内上杉家的勢力。而且統合周圍的小豪族和國人，形成的集團在「關東幕注文」中被稱為「箕輪眾」，其中以包含劍聖上泉秀綱的「上野十六槍」最為聞名。再加上把女兒們嫁給上野的諸豪族，加強了團結力，例如女兒嫁給小幡氏等西上野的城主，小幡信貞就是他的女婿。另一方面，擔任上野守護代，在親戚白井長尾家的長尾景誠被暗殺後，介入並掌握著白井長尾家的實權，令其在山内上杉家内的地位漸漸提高。在上杉憲政被北條氏康大敗的河越夜戰中亦有参戰，當時失去了兒子吉業。
天文16年（1547年），向救援笠原清繁的憲政勸諫，不過沒有被接受，於是憲政在小田井原之战中被武田信玄擊敗，自身沒有參加該戰。在古文書類中，亦有記載業正沒有参加該次戰役，但是信玄引誘業正成為内應，可見在這段時期，與主君憲政之間的關係相當微妙。
天文21年（1552年），御嶽城被攻陷，憲政完全失去武藏國，箕輪長野氏與西上州的諸將一起離反憲政。因此憲政的馬廻眾亦都離反，憲政從居城平井城退去，並逃到沼田氏等上杉方有強大勢力的上野國北部。
天文20年（1551年），在憲政逃到越後國後，因為對上杉家的義理而拒絕服從北條氏，在長尾景虎（上杉謙信）於翌年率領援軍前來上野為止，一直堅持這個立場，造成北條氏在上野國的支配失敗，因為這些事情而被傳頌為忠臣。弘治3年（1557年），在甲斐國的武田信玄開始侵攻西上野後，業正立即召集上野國人眾，編成2萬餘人的大軍於瓶尻迎撃，雖然在初戰中壓倒武田軍，但是沒法控制諸將，最後被武田軍打敗，但是在此時擔任殿軍，並數度擊退武田軍的追撃，上演了一場精彩的撤退戰。此後，在居城箕輪城進行籠城，一邊加強防守，一邊請越後的長尾景虎派出援軍，遂挫敗了武田軍的侵攻。之後亦指揮防衛戰，雖然在野戰中不能獲勝，但是使用夜襲和晨間驅逐的奇襲戰法擊退了6次武田軍的侵攻。但是這些事蹟是後世創作，同時代的史料並無記載。謙信侵攻關東是在永祿3年（1560年），信玄侵攻西上野是永祿年間的開始，因為學術研究的進展，這些事蹟被證明是虛構。
永祿3年（1560年），在上杉謙信（長尾景虎）侵攻關東時，根據「關東幕注文」記載，與白井、惣社兩長尾氏一同響應上杉軍，與北條氏康戰鬥。
在永祿4年（1561年）11月22日（異説為6月21日）病死。享年71歲（或是63歲）。之後由三男業盛繼承。

## 遺言
臨死前，把嫡男業盛叫到床邊，並說出遺言「我死去後，製作和一里塚一樣的墳墓。不用辦我的法事。把敵人的首級供在我的墓前。不可降伏於敵人。如果武運將盡，要高潔地戰死。這才是對我的孝養，沒有比這樣更好的事」（私が死んだ後、一里塚と変わらないような墓を作れ。我が法要は無用。敵の首を墓前に一つでも多く供えよ。敵に降伏してはならない。運が尽きたなら潔く討死せよ。それこそが私への孝養、これに過ぎたるものはない）（『關八州古戰錄』）。

## 人物
- 武田信玄曾嘆言「只要有業正一個人在上野，則沒可能攻取上野」（業正ひとりが上野にいる限り、上野を攻め取ることはできぬ），業正令信玄感到相當苦惱。知道業正死去的信玄大喜，並說「這樣就與得到上野一樣」（これで上野を手に入れたも同然），立即揮軍前往上野。

- 在後世是被稱為「上州之虎」（上州の黄班）的猛將。

## 外部連結
- 武家家伝＿上州長野氏 （页面存档备份，存于）